# Mitch Cooper
Mitch Cooper a Dallas című amerikai tévésorozat szereplője. Lucy Ewing férje.
Szegény sorból származó fiatal fiú, az apja korai halála miatt az édesanyja egyedül nevelte fel őt és húgát, Aftont. Mikor először találkozunk vele, orvostanhallgató. Hogy meg tudjon élni, az egyetem mellett különféle alkalmi munkákat vállal, amikor Lucyt megismeri, akkor pl. egy parkolóban dolgozik. Lucyvel hamar egymásba szeretnek és összeházasodnak, azonban a szegény sorból származó fiúnak nem tetszik a Ewingok gazdag életmódja, más az életről alkotott felfogása, mint Lucynek, ő szeret dolgozni és mindent a maga erejéből elérni, nem akar kérni a hatalmas Ewing-vagyonból. Emiatt sokszor összetűzésbe keveredik Lucyvel és végül elválnak. A 8. évad utolsó részeiben visszatér, ekkora már sikeres plasztikai sebész, aki nem szorul rá a Ewing-vagyonra. Lucyvel ismét összeházasodnak és Atlantába költöznek.